# دستگیره (رایانش)
یک دستگیره (به انگلیسی: Handle) در برنامه‌نویسی رایانه‌ای، یک ارجاع انتزاعی به یک منبع است، که موقعی اتفاق می‌افتد که نرم‌افزار کاربردی ارجاعی به قطعات حافظه یا اشیایی دارد که توسط سامانهٔ دیگری (مثل یک پایگاه داده یا یک سیستم‌عامل) اداره می‌شود.
یک دستگیره منبع می‌تواند یک شناسه کدر (مات) باشد، که در آن موقع معمولاً یک عدد صحیح است (معمولاً یک اندیس آرایه در یک آرایه، یا «جدول» که برای اداره آن نوع منبع استفاده می‌شود) یا می‌تواند یک اشاره‌گر باشد که اجازه دسترسی به اطلاعات بیشتر را می‌دهد. دستگیره‌های منبع معمول شامل توصیف‌گرهای پرونده، سوکت‌های شبکه، اتصال‌های پایگاه داده، شناسه‌های فرایند (PIDs)، و شناسه‌های کار (job IDs) می‌شود. PIDها و IDهای کار، اعداد صحیح صریحاً قابل مشاهده اند؛ درحالیکه توصیف‌گرهای فایل و سوکت‌ها (که معمولاً به صورت حالتی از توصیف‌گر فایل پیاده‌سازی می‌شوند) به صورت عدد صحیح نمایش می‌یابند، و معمولاً کدر (مات) درنظر گرفته می‌شوند. در پیاده‌سازی‌های سنتی، توصیف‌گرهای فایل، اندیس‌هایی به یک جدول توصیف‌گر فایل (برای هر فرایند) هستند، از آنجا اندیسی برای جدول فایل (سطح سیستم) می‌باشند.
در کتابخانه استاندارد زبان سی به طور خاص stdio.h ، فایل هندل‌ها اشاره‌گرها به ساختار داده استفاده شده توسط کتابخانه C است. شاید هم بتوانیم این گونه بگوییم که handle هر تکنیکی برای دسترسی به یک شی است.